# 赫爾利 (阿拉巴馬州)
赫爾利（英語：Hurley）是一個位於美國阿拉巴馬州切羅基縣的非建制地區。該地的面積和人口皆未知。

## 地理
赫爾利的座標為34°16′30″N 85°37′23″W / 34.275°N 85.62305°W，而該地最高點為海拔高度173米（即568英尺）。